# Raster Image Processor
RIP (ang. raster image processor) – oprogramowanie, układ scalony, lub całe stanowisko komputerowe - mające służyć zamianie obrazu ciągłotonalnego (zawierającego kolor na wielu stopniach jasności) na obraz rastra, w którym stosunek powierzchni punktów rastrowych do tła ma odwzorować odpowiedni odcień. Punkty rastrowe mają z samej swojej natury jedną jedyną barwę - pełną, 100-procentową i właśnie ich wielkość w porównaniu do tła daje wrażenie odpowiedniego rozjaśnienia (tonu).
W DTP i poligrafii pod pojęciem ripa rozumie się dedykowane stanowisko komputerowe ze specjalistycznym oprogramowaniem, podłączone do naświetlarki lub do cyfrowej maszyny drukarskiej. Na ripie odbywa się ostatni etap komputerowej części prac związanych z przygotowaniem do druku. Ripuje się pliki postscriptowe, aby wysłać na urządzenie wyjściowe gotowy obraz rastra (czyli siatki drukowanych punktów), dokładnie w takiej postaci, w jakiej zostanie on potem wydrukowany.
RIP to jednak znacznie szerszy zakres zagadnień - to każde rozwiązanie służące przekształceniu dowolnych danych komputerowych zawierających obraz do postaci siatki punktów, które mogą być zreprodukowane na różnych urządzeniach wyjściowych i nie musi ten termin odnosić się tylko do języka PostScript. Ripem jest więc sterownik każdej drukarki atramentowej i laserowej, a nawet igłowej zezwalającej na druk nie tylko tekstu, ale i grafiki.
RIP sprzętowyUkład scalony zawierający oprogramowanie do rastrowania, np. każda drukarka postscriptowa ma taki układ we wnętrzu obudowy.
RIP programowyProgram komputerowy do ripowania. Wykorzystywany nie tylko do obsługi naświetlarek, ale także np. do wydrukowania zrastrowanego obrazu postscriptowego na niepostscriptowej drukarce, lub obejrzenia w celach kontrolnych obrazu rastra na monitorze.
RIP sprzętowo-programowyNajczęściej spotykane rozwiązanie. Komputer obsługujący naświetlarkę zawiera odpowiednie oprogramowanie oraz kartę rozszerzenia z układem ripującym zainstalowaną na płycie głównej komputera.